# Vivir del cuento
Vivir del cuento es una película mexicana de 1959, protagonizada por Germán Valdés "Tin Tan" y Luz María Aguilar.

## Argumento
La película narra la historia de Chóforo, un inútil al que su amigo Renato mantiene por amistad como empleado en su empresa. Sin embargo, lo mete en tal cantidad de problemas que Renato decide despedirlo. Renato es viudo de la hija de un millonario que es quien le financia sus negocios a condición de que le guarde eterno luto a su hija, y en esta ocasión está a punto de darle una importante cantidad de dinero en un plazo no mayor de dos meses para un nuevo proyecto.
El problema viene cuando Don Gumaro llega a visitar a su hija Elsa y se la quiere llevar de vuelta a Chihuahua para casarla con un veterinario. Elsa le confiesa que no puede regresar a cumplir su voluntad porque ya tiene novio y Don Gumaro accede a que Elsa se quede en la capital siempre y cuando le presente al susodicho y se realice el matrimonio lo más pronto posible.
El novio de Elsa es Renato pero ante la imposibilidad de casarse mientras su suegro no le otorgue el préstamo y con el fin de aplacar los deseos de su nuevo suegro Renato recurre una vez más a Chóforo para que lo saque del apuro haciéndose pasar por el novio de Elsa. Renato acepta sacándole buena ventaja económica a su amigo pero debido a la intromisión de Chofis, la nana de Elsa se debe de comportar cada vez más y más parecido a un marido para no despertar sospechas entre la nana y el padre de la novia de que el matrimonio es fingido. Y mientras esto sucede Renato se muere de los celos y Chóforo y Elsa se enamoran de verdad.

## Elenco
- Germán Valdés «Tin-Tan» como Crisóforo Pérez "Chóforo"
- Luz María Aguilar como Elsa.
- Carlos Cores como Renato del Valle
- Pancho Córdova como Coronel Gumaro Escamilla
- Celia Viveros como Chofi
- Marcelo Chávez como Lic. Rodríguez.
- Rita Rangel como Lupita, secretaria.
- José «El Ojón» Jasso
- Elena Julián como Secretaria.
- Mónica Serna como Secretaria.
- Roger López como Director de agencia de teatro.
- Francisco Reiguera como Don Carlos Quezada.
- Los Costeños
- Manuel Calvo como Esposo joven.
- Guillermo Álvarez Bianchi como Filogon.
- Magda Donato como Esposa de Filogon.
- José Muñoz como Ramón, portero.
- Maricarmen Vela como Esposa joven.
- Carlos Suárez
- Daniel Arroyo como Comprador inconforme.
- Federico González como Yul el pelón
- Leonor Gómez como Compradora inconforme
- Concepción Martínez como Actriz en boda
- José Pardavé como Actor en boda
- Ignacio Peón como Actor en boda
- Ramón Valdés «Don Ramón» como Dos pisos
- Hernán Vera como Ruvinski

- Datos: Q6164254